# Elektrolitički plin
Plin praskavac je mješavina vodika i kisika u volumnom omjeru 2:1. U slučaju zapaljenja pri standardnoj temperaturi i tlaku ova smjesa detonira, oslobađajući pri tome vodenu paru i energiju u iznosu od 241,8 kJ za svaki utrošeni mol vodika.
Eksplozija je u ovom slučaju ekstremno brza kemijska reakcija spajanja vodika i kisika u vodu (vodenu paru) uz oslobađanje razmjerno velike količine energije.

## Svojstva
Ova smjesa plinova nema miris ni okus. Do spontanog samozapaljenja dolazi pri oko 570 °C, s minimalnom energijom iskre od oko 20 μJ. Kod standardnog tlaka i temperature smjese različitih udjela vodika i kisika mogu gorjeti kada je volumni udjel vodika 4-95%.
Adijabatska temperatura izgaranja ili temperatura plamena je različita, ali maksimalna vrijednost koja se može postići za stehiometrijsku smjesu je 2800 °C, što je za oko 700 °C viša temperatura od one postignute difuznim izgaranjem vodika u zraku.

## Dobivanje
Može se dobiti elektrolizom vode bez razdvajanja plinova s obiju elektroda ili miješanjem odvojenih plinova iz spremnika.
elektroliza vode: 2 H2O   → 2 H2  +  O2
gorenje: 2 H2  +  O2   →   2 H2O